# 法国海外部
法国海外部（法語：Ministère des Outre-mer），是法国政府部门之一，负责法国海外领地事务。现任部长曼努埃尔·瓦尔斯，2024年12月上任。

## 歷史
法国海外部最初是法國海军部的一部分。1894年3月20日，法國殖民地部（法语：Minisère des Colonies）成立。
1946年1月26日，法國殖民地部更名為法國海外部。

## 历任部长
- 2002年至2005年6月2日: Brigitte Girardin（英语：Brigitte Girardin）
- 2005年6月2日至2007年3月26日: 弗朗索瓦·巴鲁安
- 2007年3月26日至2007年6月19日 : Hervé Mariton（英语：Hervé Mariton）
- 2007年6月19日至2009年6月23日: 米谢勒·阿利奥-玛丽
- 2009年6月23日至2009年11月6日: Brice Hortefeux（英语：Brice Hortefeux）
- 2009年11月6日至2012年5月10日: Marie-Luce Penchard（英语：Marie-Luce Penchard）
- 2012年5月16日至2014年4月2日: Victorin Lurel（英语：Victorin Lurel）
- 2014年4月2日至2016年8月30日: George Pau-Langevin
- 2016年8月30日至2017年5月10日: Ericka Bareigts
- 2017年5月17日2020年7月6日: 安妮克·吉拉爾丹（Annick Girardin）
- 2020年7月6日至2022年：塞巴斯蒂安·勒科尔尼